# ابانگوا
ابانگوا (به لاتین: Abongoua) در ساحل عاج است که در agnéby واقع شده‌است.